# Hartmann von der Tann (Journalist)
Hartmann von der Tann (* 30. Juni 1943 in Villingen/Schwarzwald) ist ein deutscher Funk- und Fernsehjournalist. Der ehemalige Redakteur und Kommentator der ARD war zuletzt Chefredakteur und Koordinator für Politik, Kultur und Gesellschaft.

## Laufbahn
Von der Tann, Sohn des Diplomingenieurs Hans Georg von der Tann (1896–1962) und dessen aus Berlin stammender Frau Hedwig, geb. Krähnke (1912–1983), wuchs in Villingen im Schwarzwald (heute: Villingen-Schwenningen) auf und besuchte dort das Gymnasium am Romäusring, wo er 1963 das Abitur ablegte. Nach dem Studium der Betriebswirtschaft an der Universität Würzburg von 1966 bis 1972 war er ab 1. Oktober 1972 freier Mitarbeiter des SDR-Hörfunks im Studio Karlsruhe und des Südwestfunk Baden-Baden, ab 1. April 1974 zwei Jahre lang Redakteur für Landespolitik beim Südwestfunk im Landesstudio Freiburg. Am 1. April 1976 wechselte er vom Hörfunk ins Fernsehen und arbeitete dreieinhalb Jahre als Redakteur und Reporter, unter anderem für die ARD-Tagesschau. Vom 1. Januar 1980 bis zum 20. November 1983 war von der Tann Redakteur für Politik im Hörfunk und Reporter in der Abteilung Politik, Wirtschaft und Gesellschaft. Anschließend arbeitete er bis zum 31. Oktober 1987 in Mexiko als ARD-Korrespondent für Mexiko, Mittelamerika sowie das nördliche Südamerika. Vom 1. Dezember 1987 an bis zum 30. November 1990 war von der Tann Leiter der Hauptabteilung Sport für Hörfunk und Fernsehen, danach bis zum 31. März 1993 ARD-Sportkoordinator. Vom 1. April 1993 bis zum 30. Juni 2006 war er ARD-Chefredakteur sowie Koordinator für Politik, Kultur und Gesellschaft.
Bei den Zuschauern bekannt geworden ist von der Tann vor allem als Sportkommentator bei Reitturnieren und als Moderator der sogenannten Elefantenrunde nach Bundestagswahlen. Er moderierte aber auch einige Politik-Formate, so z. B. die ARD-Sendung Farbe bekennen und die Talkshow Unter den Linden bei Phoenix. Mit der TV-Übertragung von den German Classics 2010 beendete er seine Laufbahn als Sportkommentator.

## Auszeichnungen
- 1998 Telestar als Bester Reporter